# هيزو
هيزو (بالصينية: 合作市) هي مدينة من مدن الصين. يبلغ عدد سكانها 90000 نسمة. يبلغ ارتفاع المدينة عن سطح البحر قرابة 2883 متر. تبلغ مساحتها 2670 كم².

## المناخ
يظهر الجدول التالي التغييرات المناخية على مدار السنة لهيزو:
| البيانات المناخية لـهيزو                    | البيانات المناخية لـهيزو | البيانات المناخية لـهيزو | البيانات المناخية لـهيزو | البيانات المناخية لـهيزو | البيانات المناخية لـهيزو | البيانات المناخية لـهيزو | البيانات المناخية لـهيزو | البيانات المناخية لـهيزو | البيانات المناخية لـهيزو | البيانات المناخية لـهيزو | البيانات المناخية لـهيزو | البيانات المناخية لـهيزو | البيانات المناخية لـهيزو |
| الشهر                                       | يناير                    | فبراير                   | مارس                     | أبريل                    | مايو                     | يونيو                    | يوليو                    | أغسطس                    | سبتمبر                   | أكتوبر                   | نوفمبر                   | ديسمبر                   | المعدل السنوي            |
| ------------------------------------------- | ------------------------ | ------------------------ | ------------------------ | ------------------------ | ------------------------ | ------------------------ | ------------------------ | ------------------------ | ------------------------ | ------------------------ | ------------------------ | ------------------------ | ------------------------ |
| الدرجة القصوى °م (°ف)                       | 17.1 (62.8)              | 18.6 (65.5)              | 23.6 (74.5)              | 29.2 (84.6)              | 27.2 (81.0)              | 27.2 (81.0)              | 30.4 (86.7)              | 28.7 (83.7)              | 28.1 (82.6)              | 24.6 (76.3)              | 18.5 (65.3)              | 15.0 (59.0)              | 30.4 (86.7)              |
| متوسط درجة الحرارة الكبرى °م (°ف)           | 1.1 (34.0)               | 3.2 (37.8)               | 7.1 (44.8)               | 11.8 (53.2)              | 15.1 (59.2)              | 17.5 (63.5)              | 19.8 (67.6)              | 19.6 (67.3)              | 15.4 (59.7)              | 10.9 (51.6)              | 6.5 (43.7)               | 2.9 (37.2)               | 10.9 (51.6)              |
| المتوسط اليومي °م (°ف)                      | −9.9 (14.2)              | −6.7 (19.9)              | −1.6 (29.1)              | 3.5 (38.3)               | 7.6 (45.7)               | 10.7 (51.3)              | 12.8 (55.0)              | 12.2 (54.0)              | 8.3 (46.9)               | 3.2 (37.8)               | −3.1 (26.4)              | −8.2 (17.2)              | 2.4 (36.3)               |
| متوسط درجة الحرارة الصغرى °م (°ف)           | −17.7 (0.1)              | −13.9 (7.0)              | −7.5 (18.5)              | −2.7 (27.1)              | 1.5 (34.7)               | 5.0 (41.0)               | 7.2 (45.0)               | 6.6 (43.9)               | 3.6 (38.5)               | −1.7 (28.9)              | −9.2 (15.4)              | −15.7 (3.7)              | −3.7 (25.3)              |
| أدنى درجة حرارة °م (°ف)                     | −28.5 (−19.3)            | −27.1 (−16.8)            | −23.1 (−9.6)             | −20.2 (−4.4)             | −10.0 (14.0)             | −3.5 (25.7)              | −0.6 (30.9)              | −1.3 (29.7)              | −5.7 (21.7)              | −17 (1)                  | −23.8 (−10.8)            | −27.9 (−18.2)            | −28.5 (−19.3)            |
| الهطول مم (إنش)                             | 3.3 (0.13)               | 6.0 (0.24)               | 18.2 (0.72)              | 30.9 (1.22)              | 67.1 (2.64)              | 79.0 (3.11)              | 110.3 (4.34)             | 104.7 (4.12)             | 66.4 (2.61)              | 37.6 (1.48)              | 6.3 (0.25)               | 1.7 (0.07)               | 531.5 (20.93)            |
| متوسط أيام هطول الأمطار (≥ 0.1 mm)          | 4.8                      | 5.8                      | 11.1                     | 11.9                     | 15.9                     | 18.7                     | 19.1                     | 17.8                     | 16.8                     | 11.3                     | 4.2                      | 2.9                      | 140.3                    |
| متوسط الرطوبة النسبية (%)                   | 49                       | 51                       | 59                       | 62                       | 66                       | 71                       | 75                       | 76                       | 77                       | 73                       | 62                       | 51                       | 64                       |
| ساعات سطوع الشمس الشهرية                    | 205.1                    | 189.0                    | 196.0                    | 206.8                    | 204.1                    | 189.3                    | 204.9                    | 206.4                    | 162.3                    | 180.7                    | 209.9                    | 215.5                    | 2٬370                    |
| نسبة وصول أشعة الشمس                        | 66                       | 62                       | 53                       | 53                       | 47                       | 44                       | 47                       | 50                       | 44                       | 52                       | 68                       | 71                       | 53                       |
| المصدر: China Meteorological Administration |                          |                          |                          |                          |                          |                          |                          |                          |                          |                          |                          |                          |                          |

## وصلات خارجية
- الموقع الرسمي